# Índice de percepción de corrupción
| 90-99 80-89 70–79 60–69 50–59 | 40–49 30–39 20–29 10–19 0-9 | Datos no disponibles |

IPC 2022 — Nótese que cuanto más rojo es el color, mayor es la percepción de corrupción del país.

El Índice de percepción de corrupción (IPC) es un índice publicado de forma anual desde 1995 por Transparencia Internacional, organización no gubernamental con sede en Berlín. El índice clasifica a los países «por sus niveles percibidos de corrupción en el sector público», todo ello determinado por las encuestas de opinión y evaluaciones de expertos. El IPC define la corrupción como «el uso indebido del poder público para beneficio privado».
EL IPC de 2021, publicado en enero de 2022, clasifica a aproximadamente 180 países en una escala de 0 (totalmente corrupto) a 100 (totalmente limpio) según la situación determinada para cada país entre mayo de 2020 y mayo de 2021. En la última lista, Dinamarca, Finlandia, Nueva Zelanda, Noruega, Singapur y Suecia se percibieron como las seis naciones menos corruptas del mundo y todos ellos han ocupado un lugar alto de la clasificación, mientras que  Sudán del Sur (un país sumido en constantes crisis sociales y económicas, con una puntuación media -ocupando el último puesto de la lista- de 11 sobre 100 en 2021), Siria, Somalia, Afganistán, Venezuela, Yemen y Corea del Norte, con una puntuación por debajo de 16 en todos los casos, son percibidos como los países más corruptos del mundo. 
Las valoraciones sobre el índice son mixtas: algunos análisis econométricos del Banco Mundial han determinado que, aunque limitados, los datos del IPC son consistentes. Otras fuentes han señalado posibles fallos metodológicos, limitaciones en la definición de conceptos complejos como la corrupción al ser una «encuesta de encuestas» y no un verdadero análisis de corrupción y «sesgos elitistas y engañosos» por la procedencia de encuestas y personalidades que participan en su elaboración.

## Acercamiento conceptual
La corrupción se puede definir como un fenómeno nocivo, vasto, diverso y global cuyos agentes pertenecen al sector público como a las empresas privadas. No se refiere al simple saqueo de patrimonio del Estado. La corrupción incluye el ofrecimiento y la recepción de sobornos, coimas; la malversación y la negligente asignación de fondos y gastos públicos; la subvaluación o la hipervaluación de precios; los escándalos políticos o financieros; el fraude electoral; la paga a periodistas, la compra de información en medios de comunicación masivos o la infiltración de agentes para obtener información y beneficios concomitantes; el tráfico de influencias y otras transgresiones; el financiamiento ilegal de partidos políticos; el uso de la fuerza pública en apoyo de dudosas decisiones judiciales; las sentencias parcializadas de los jueces; favores indebidos o sueldos exagerados de amistades, a pesar de su incapacidad. Los concursos amañados sobre obras materiales, la indebida o sesgada supervisión o calificación de las mismas; la compra de instrumentos, de armas de mala calidad, etc.

## Métodos e interpretación

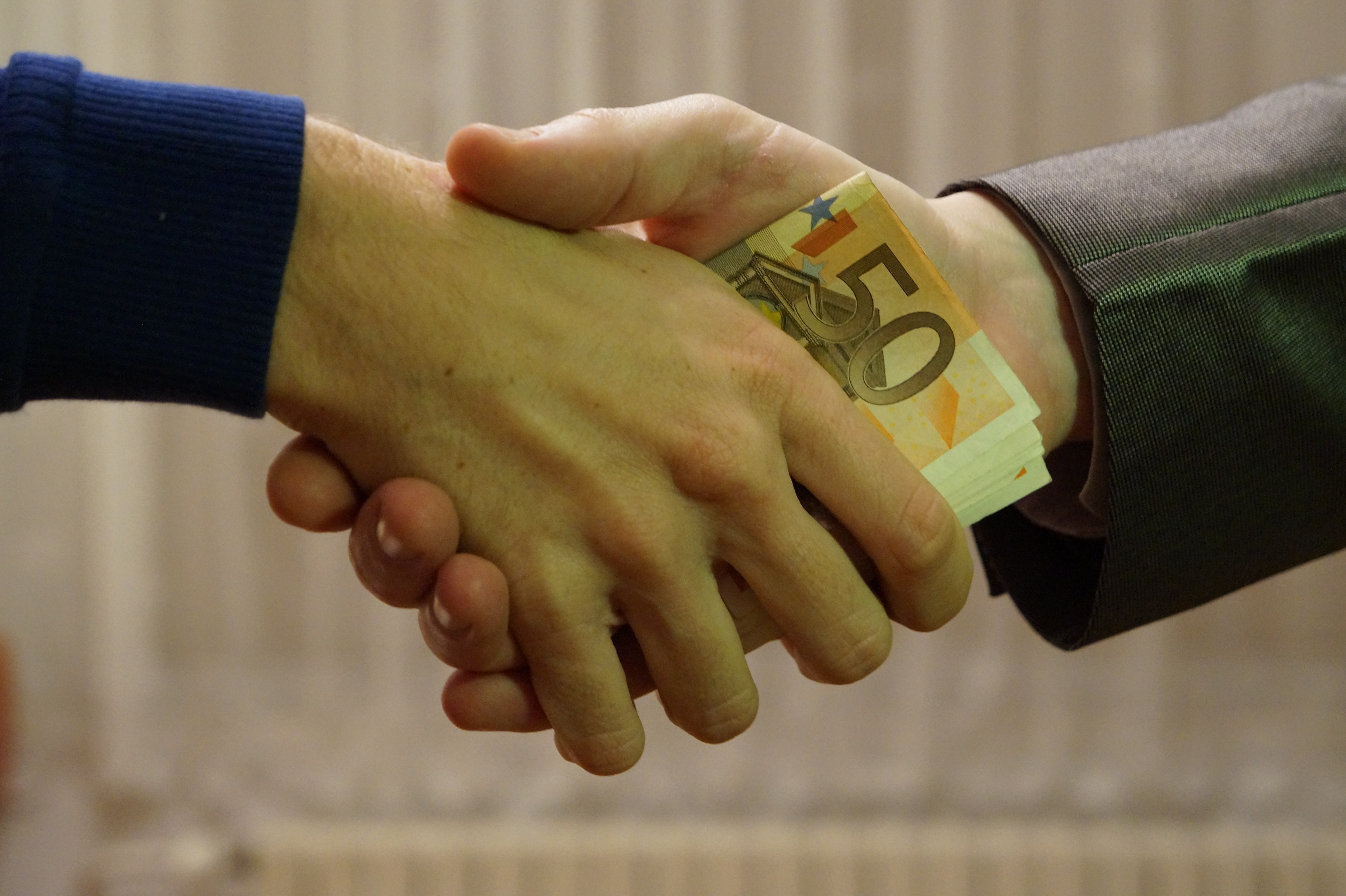
Interpretación gráfica de corrupción: Un apretón de manos con billetes en euros escondidos en las manos.

Transparencia Internacional (TI) comisionó a Johann Graf Lambsdorff de la Universidad de Passau para elaborar el Índice de Percepción de Corrupción (IPC). El IPC de 2005 obtiene datos de 16 encuestas procedentes de diez instituciones. Las instituciones que proporcionaron los datos para el índice de 2005 son: Universidad de Columbia, Economist Intelligence Unit, Freedom House, Information International, International Institute for Management Development, Merchant International Group, Political and Economic Risk Consultancy, la Comisión Económica para África, el Foro Económico Mundial y el World Markets Research Centre. Los primeros IPC utilizaban encuestas de opinión, pero en la actualidad solo se utilizan análisis de «expertos». TI requiere que se disponga de al menos tres fuentes para poder evaluar un país en el IPC.
Acerca del IPC, TI escribe en su sección de preguntas frecuentes que «el punto de vista de los residentes está bien correlado con el de los expertos de fuera. En el pasado, los expertos reconocidos tras las fuentes del IPC eran a menudo hombres de negocios provenientes de países industrializados; el punto de vista de los países menos desarrollados estaba infrarrepresentado. Esto ha cambiado con el tiempo, y se ha dado cada vez más voz a analistas provenientes de economías emergentes».
Como este índice está basado en sondeos, los resultados son subjetivos y son menos fiables en países de los que se extraen menos fuentes. Además, lo que se define legalmente (o se percibe) como corrupción difiere según la jurisdicción: por ejemplo, una donación pública puede ser legal en unas jurisdicciones pero ilegal en otras; una acción considerada aceptable en un país como puede ser el dar una propina puede considerarse un soborno en otro.

## Historia
Para el índice de 2007 se incluyeron tres nuevas fuentes: Clasificaciones de Evaluación del Desempeño Nacional del Banco Asiático de ola, Evaluaciones Institucionales y de las Políticas Nacionales del Banco Africano de Desarrollo y el Índice de Transformación de Bertelsmann. Inclusión de Afganistán, Cabo Verde, Comoras, Guinea-Bissau, Kiribati, Liberia, Maldivas, Montenegro, Samoa, Santo Tomé y Príncipe, Islas Salomón, Somalia, Santa Lucía, San Vicente y Las Granadinas, Tonga, Vanuatu y Yibuti.

### Los inicios de la corrupción
La corrupción ha existido desde hace muchísimos años en diferentes ámbitos y sociedades alrededor del mundo. Sin embargo, es difícil determinar una fecha exacta en la que se haya vuelto más fuerte, ya que la corrupción puede manifestarse de diferentes maneras y niveles.
En el contexto global, se podría argumentar que, con la creciente globalización y complejidad de las sociedades modernas, la corrupción se ha vuelto más sofisticada y difícil de detectar. Además, factores como la falta de transparencia, impunidad, desigualdad económica y debilidad institucional pueden contribuir a potenciarla.
En el caso específico de un país, la fortaleza de la corrupción también puede variar. En algunos casos, la corrupción puede hacerse más evidente y problemática debido a escándalos políticos o económicos de alto perfil que sacan a la luz prácticas corruptas generalizadas. En otros casos, puede haber factores históricos o culturales arraigados que facilitan la corrupción.

## Datos
Leyenda:
| Puntuación | Percibido como menos corrupto | Percibido como menos corrupto | Percibido como menos corrupto | Percibido como menos corrupto | Percibido como menos corrupto | Percibido como más corrupto | Percibido como más corrupto | Percibido como más corrupto | Percibido como más corrupto | Percibido como más corrupto |
| ---------- | ----------------------------- | ----------------------------- | ----------------------------- | ----------------------------- | ----------------------------- | --------------------------- | --------------------------- | --------------------------- | --------------------------- | --------------------------- |
| Puntuación | 99–90                         | 89–80                         | 79–70                         | 69–60                         | 59–50                         | 49–40                       | 39-30                       | 29–20                       | 19–10                       | 9–0                         |

Índice de Percepción de Corrupción 2014–2023:
| #   | País o territorio               | 2023 | 2023        | 2022 | 2022        | 2021 | 2021        | 2020    | 2020        | 2019    | 2019        | 2018    | 2018        | 2017    | 2017        | 2016    | 2016        | 2015    | 2015        | 2014    | 2014        |
| #   | País o territorio               | Pts. | Δ           | Pts. | Δ           | Pts. | Δ           | Pts.    | Δ           | Pts.    | Δ           | Pts.    | Δ           | Pts.    | Δ           | Pts.    | Δ           | Pts.    | Δ           | Pts.    | Δ           |
| --- | ------------------------------- | ---- | ----------- | ---- | ----------- | ---- | ----------- | ------- | ----------- | ------- | ----------- | ------- | ----------- | ------- | ----------- | ------- | ----------- | ------- | ----------- | ------- | ----------- |
| 1   | Dinamarca                       | 90   | Sin cambios | 90   | 2           | 88   | Sin cambios | 88      | 1           | 87      | 1           | 88      | Sin cambios | 88      | 2           | 90      | 1           | 91      | 1           | 92      | 1           |
| 3   | Finlandia                       | 87   | Sin cambios | 87   | 1           | 88   | 3           | 85      | 1           | 86      | 1           | 85      | Sin cambios | 85      | 4           | 89      | 1           | 90      | 1           | 89      | Sin cambios |
| 3   | Nueva Zelanda                   | 85   | 2           | 87   | 1           | 88   | Sin cambios | 88      | 1           | 87      | Sin cambios | 87      | 2           | 89      | 1           | 90      | 1           | 91      | Sin cambios | 91      | Sin cambios |
| 4   | Noruega                         | 84   | Sin cambios | 84   | 1           | 85   | 1           | 84      | Sin cambios | 84      | Sin cambios | 84      | 1           | 85      | Sin cambios | 85      | 2           | 87      | 1           | 86      | Sin cambios |
| 5   | Singapur                        | 83   | Sin cambios | 83   | 2           | 85   | Sin cambios | 85      | Sin cambios | 85      | Sin cambios | 85      | 1           | 84      | Sin cambios | 84      | 1           | 85      | 1           | 84      | 2           |
| 6   | Suiza                           | 82   | Sin cambios | 82   | 2           | 84   | 1           | 85      | Sin cambios | 85      | Sin cambios | 85      | Sin cambios | 85      | 1           | 86      | Sin cambios | 86      | Sin cambios | 86      | 1           |
| 6   | Suecia                          | 82   | 1           | 83   | 2           | 85   | Sin cambios | 85      | Sin cambios | 85      | Sin cambios | 85      | 1           | 84      | 4           | 88      | 1           | 89      | 2           | 87      | 2           |
| 8   | Países Bajos                    | 79   | 1           | 80   | 2           | 82   | Sin cambios | 82      | Sin cambios | 82      | Sin cambios | 82      | Sin cambios | 82      | 1           | 83      | 4           | 87      | 4           | 83      | Sin cambios |
| 9   | Alemania                        | 78   | 2           | 80   | Sin cambios | 80   | Sin cambios | 80      | Sin cambios | 80      | Sin cambios | 80      | 1           | 81      | Sin cambios | 81      | Sin cambios | 81      | 2           | 79      | 1           |
| 9   | Luxemburgo                      | 78   | 1           | 77   | 4           | 81   | 1           | 80      | Sin cambios | 80      | 1           | 81      | 1           | 82      | 1           | 81      | Sin cambios | 81      | 1           | 82      | 2           |
| 11  | Irlanda                         | 77   | Sin cambios | 77   | 3           | 74   | 2           | 72      | 2           | 74      | 1           | 73      | 1           | 74      | 1           | 73      | 2           | 75      | 1           | 74      | 2           |
| 12  | Canadá                          | 76   | 2           | 74   | Sin cambios | 74   | 3           | 77      | Sin cambios | 77      | 4           | 81      | 1           | 82      | Sin cambios | 82      | 1           | 83      | 2           | 81      | Sin cambios |
| 12  | Estonia                         | 76   | 2           | 74   | Sin cambios | 74   | 1           | 75      | 1           | 74      | 1           | 73      | 2           | 71      | 1           | 70      | Sin cambios | 70      | 1           | 69      | 1           |
| 14  | Australia                       | 75   | Sin cambios | 75   | 2           | 73   | 4           | 77      | Sin cambios | 77      | Sin cambios | 77      | Sin cambios | 77      | 2           | 79      | Sin cambios | 79      | 1           | 80      | 1           |
| 14  | Hong Kong                       | 75   | 1           | 76   | Sin cambios | 76   | 1           | 77      | 1           | 76      | Sin cambios | 76      | 1           | 77      | Sin cambios | 77      | 2           | 75      | 1           | 74      | 1           |
| 16  | Japón                           | 73   | Sin cambios | 73   | Sin cambios | 73   | 1           | 74      | 1           | 73      | Sin cambios | 73      | Sin cambios | 73      | 1           | 72      | 3           | 75      | 1           | 76      | 2           |
| 16  | Bélgica                         | 73   | Sin cambios | 73   | Sin cambios | 73   | 3           | 76      | 1           | 75      | Sin cambios | 75      | Sin cambios | 75      | 2           | 77      | Sin cambios | 77      | 1           | 76      | 1           |
| 16  | Uruguay                         | 73   | 1           | 74   | 1           | 73   | 2           | 71      | Sin cambios | 71      | 1           | 70      | Sin cambios | 70      | 1           | 71      | 3           | 74      | 1           | 73      | Sin cambios |
| 19  | Islandia                        | 72   | 2           | 74   | Sin cambios | 74   | 1           | 75      | 3           | 78      | 2           | 76      | 1           | 77      | 1           | 78      | 1           | 79      | Sin cambios | 79      | 1           |
| 20  | Austria                         | 71   | Sin cambios | 71   | 3           | 74   | 2           | 76      | 1           | 77      | 1           | 76      | 1           | 75      | Sin cambios | 75      | 1           | 76      | 4           | 72      | 3           |
| 20  | Francia                         | 71   | 1           | 72   | 1           | 71   | 1           | 69      | Sin cambios | 69      | 3           | 72      | 2           | 70      | 1           | 69      | 1           | 70      | 1           | 69      | 2           |
| 20  | Seychelles                      | 71   | 1           | 70   | Sin cambios | 70   | 4           | 66      | Sin cambios | 66      | Sin cambios | 66      | 6           | 60      | 5           | 55      | Sin cambios | 55      | Sin cambios | 55      | 1           |
| 20  | Reino Unido                     | 71   | 2           | 73   | 5           | 78   | 1           | 77      | Sin cambios | 77      | 3           | 80      | 2           | 82      | 1           | 81      | Sin cambios | 81      | 3           | 78      | 2           |
| 24  | Estados Unidos                  | 69   | Sin cambios | 69   | 2           | 67   | Sin cambios | 67      | 2           | 69      | 2           | 71      | 4           | 75      | 1           | 74      | 2           | 76      | 2           | 74      | 1           |
| 24  | Barbados                        | 69   | 4           | 65   | Sin cambios | 65   | 1           | 64      | 2           | 62      | 6           | 68      | Sin cambios | 68      | 7           | 61      | Sin cambios | No Data | Sin cambios | 74      | 1           |
| 26  | Bután                           | 68   | Sin cambios | 68   | Sin cambios | 68   | Sin cambios | 68      | Sin cambios | 68      | Sin cambios | 68      | 1           | 67      | 2           | 65      | Sin cambios | 65      | Sin cambios | 65      | 2           |
| 26  | Emiratos Árabes Unidos          | 68   | 1           | 67   | 2           | 69   | 2           | 71      | Sin cambios | 71      | 1           | 70      | 1           | 71      | 5           | 66      | 4           | 70      | Sin cambios | 70      | 1           |
| 28  | República de China              | 67   | 1           | 68   | Sin cambios | 68   | 3           | 65      | Sin cambios | 65      | 2           | 63      | Sin cambios | 63      | 2           | 61      | 1           | 62      | 1           | 61      | Sin cambios |
| 29  | Chile                           | 66   | 1           | 67   | Sin cambios | 67   | Sin cambios | 67      | Sin cambios | 67      | Sin cambios | 67      | Sin cambios | 67      | 1           | 66      | 4           | 70      | 3           | 73      | 2           |
| 30  | Bahamas                         | 64   | Sin cambios | 64   | Sin cambios | 64   | 1           | 63      | 1           | 64      | 1           | 65      | Sin cambios | 65      | 1           | 66      | Sin cambios |         | Sin cambios | 71      | Sin cambios |
| 30  | Cabo Verde                      | 64   | 4           | 60   | 2           | 58   | Sin cambios | 58      | Sin cambios | 58      | 1           | 57      | 2           | 55      | 4           | 59      | 4           | 55      | 2           | 57      | 1           |
| 32  | Corea del Sur                   | 63   | Sin cambios | 63   | 1           | 62   | 1           | 61      | 2           | 59      | 2           | 57      | 3           | 54      | 1           | 53      | 3           | 56      | 1           | 55      | Sin cambios |
| 33  | Israel                          | 62   | 1           | 63   | 4           | 59   | 1           | 60      | Sin cambios | 60      | 1           | 61      | 1           | 62      | 2           | 64      | 3           | 61      | 1           | 60      | 1           |
| 34  | Lituania                        | 61   | 1           | 62   | 1           | 61   | 1           | 60      | Sin cambios | 60      | 1           | 59      | Sin cambios | 59      | Sin cambios | 59      | 2           | 61      | 3           | 58      | 1           |
| 34  | Portugal                        | 61   | 1           | 62   | Sin cambios | 62   | 1           | 61      | 1           | 62      | 2           | 64      | 1           | 63      | 1           | 62      | 1           | 63      | Sin cambios | 63      | 1           |
| 36  | Letonia                         | 60   | 1           | 59   | Sin cambios | 59   | 2           | 57      | 1           | 56      | 2           | 58      | Sin cambios | 58      | 1           | 57      | 2           | 55      | Sin cambios | 55      | 2           |
| 36  | San Vicente y las Granadinas    | 60   | Sin cambios | 60   | 1           | 59   | Sin cambios | 59      | Sin cambios | 59      | 1           | 58      | Sin cambios | 58      | 2           | 60      | Sin cambios | No Data | Sin cambios | 67      | 5           |
| 36  | España                          | 60   | Sin cambios | 60   | 1           | 61   | 1           | 62      | Sin cambios | 62      | 4           | 58      | 1           | 57      | 1           | 58      | Sin cambios | 58      | 2           | 60      | 1           |
| 39  | Botsuana                        | 59   | 1           | 60   | 5           | 55   | 5           | 60      | 1           | 61      | Sin cambios | 61      | Sin cambios | 61      | 1           | 60      | 3           | 63      | Sin cambios | 63      | 1           |
| 40  | Catar                           | 58   | Sin cambios | 58   | 5           | 63   | Sin cambios | 63      | 1           | 62      | Sin cambios | 62      | 1           | 63      | 2           | 61      | 10          | 71      | 2           | 69      | 1           |
| 41  | República Checa                 | 57   | 1           | 56   | 2           | 54   | Sin cambios | 54      | 2           | 56      | 3           | 59      | 2           | 57      | 2           | 55      | 1           | 56      | 5           | 51      | 3           |
| 42  | Dominica                        | 56   | 1           | 55   | Sin cambios | 55   | Sin cambios | 55      | Sin cambios | 55      | 2           | 57      | Sin cambios | 57      | 2           | 59      | Sin cambios | 55      | Sin cambios | 58      | Sin cambios |
| 42  | Italia                          | 56   | Sin cambios | 56   | Sin cambios | 56   | 3           | 53      | Sin cambios | 53      | 1           | 52      | 2           | 50      | 3           | 47      | 3           | 44      | 1           | 43      | Sin cambios |
| 42  | Eslovenia                       | 56   | Sin cambios | 56   | 1           | 57   | 3           | 60      | Sin cambios | 60      | Sin cambios | 60      | 1           | 61      | Sin cambios | 61      | 1           | 60      | 2           | 58      | 1           |
| 45  | Costa Rica                      | 55   | 1           | 54   | 4           | 58   | 1           | 57      | 1           | 56      | Sin cambios | 56      | 3           | 59      | 1           | 58      | 3           | 55      | 1           | 54      | 1           |
| 45  | Santa Lucía                     | 55   | Sin cambios | 55   | 1           | 56   | Sin cambios | 56      | 1           | 55      | Sin cambios | 55      | Sin cambios | 55      | 5           | 60      | Sin cambios | No Data | Sin cambios | No Data | Sin cambios |
| 47  | Polonia                         | 54   | 1           | 55   | 1           | 56   | Sin cambios | 56      | 2           | 58      | 2           | 60      | Sin cambios | 60      | 2           | 62      | Sin cambios | 62      | 1           | 61      | 1           |
| 47  | Eslovaquia                      | 54   | 1           | 53   | 1           | 52   | 2           | 49      | 1           | 50      | Sin cambios | 50      | Sin cambios | 50      | 1           | 51      | Sin cambios | 51      | 1           | 50      | 3           |
| 49  | Georgia                         | 53   | 3           | 56   | 1           | 55   | 1           | 56      | Sin cambios | 56      | 2           | 58      | 2           | 56      | 1           | 57      | 5           | 52      | Sin cambios | 52      | 3           |
| 49  | Chipre                          | 53   | 1           | 52   | 1           | 53   | 4           | 57      | 1           | 58      | 1           | 59      | 2           | 57      | 2           | 55      | 6           | 61      | 2           | 63      | Sin cambios |
| 49  | Granada                         | 53   | 1           | 52   | 1           | 53   | Sin cambios | 53      | Sin cambios | 53      | 1           | 52      | Sin cambios | 52      | 4           | 56      | Sin cambios | No Data | Sin cambios | No Data | Sin cambios |
| 49  | Ruanda                          | 53   | 2           | 51   | 2           | 53   | 1           | 54      | 1           | 53      | 3           | 56      | 1           | 55      | 1           | 54      | Sin cambios | 54      | 5           | 49      | 4           |
| 53  | Fiyi                            | 52   | 1           | 53   | 2           | 55   | Sin cambios | No Data | No Data     | No Data | No Data     | No Data | No Data     | No Data | No Data     | No Data | No Data     | No Data | No Data     | No Data | No Data     |
| 53  | Arabia Saudita                  | 52   | Sin cambios | 51   | 2           | 53   | Sin cambios | 53      | Sin cambios | 53      | 4           | 49      | Sin cambios | 49      | 3           | 46      | 6           | 52      | 3           | 49      | 3           |
| 55  | Malta                           | 51   | Sin cambios | 51   | 3           | 54   | 1           | 53      | 1           | 54      | Sin cambios | 54      | 2           | 56      | 1           | 55      | 1           | 56      | 1           | 55      | 1           |
| 55  | Mauricio                        | 51   | 1           | 50   | 4           | 54   | 1           | 53      | 1           | 52      | 1           | 51      | 1           | 50      | 4           | 54      | 1           | 53      | 1           | 54      | 2           |
| 57  | Croacia                         | 50   | Sin cambios | 50   | 3           | 47   | Sin cambios | 47      | Sin cambios | 47      | 1           | 48      | 1           | 49      | Sin cambios | 49      | 2           | 51      | 3           | 48      | Sin cambios |
| 57  | Malasia                         | 50   | 3           | 47   | 1           | 48   | 3           | 51      | 2           | 53      | 6           | 47      | Sin cambios | 47      | 2           | 49      | 1           | 50      | 2           | 52      | 2           |
| 59  | Grecia                          | 49   | 3           | 52   | 3           | 49   | 1           | 50      | 2           | 48      | 3           | 45      | 3           | 48      | 4           | 44      | 2           | 46      | 3           | 43      | 3           |
| 59  | Namibia                         | 49   | Sin cambios | 49   | Sin cambios | 49   | 2           | 51      | 1           | 52      | 1           | 53      | 2           | 51      | 1           | 52      | 1           | 53      | 4           | 49      | 1           |
| 61  | Vanuatu                         | 48   | Sin cambios | 48   | 3           | 45   | 2           | 43      | 3           | 46      | Sin cambios | 46      | 3           | 43      | No Data     | No Data | No Data     | No Data | No Data     | No Data | No Data     |
| 62  | Armenia                         | 47   | 1           | 46   | 3           | 49   | Sin cambios | 49      | 7           | 42      | 7           | 35      | Sin cambios | 35      | 2           | 33      | 2           | 35      | 2           | 37      | 1           |
| 63  | Jordania                        | 46   | 1           | 47   | 2           | 49   | Sin cambios | 49      | 1           | 48      | 1           | 49      | 1           | 48      | Sin cambios | 48      | 5           | 53      | 4           | 49      | 4           |
| 63  | Rumania                         | 46   | Sin cambios | 46   | 1           | 45   | 1           | 44      | Sin cambios | 44      | 3           | 47      | 1           | 48      | Sin cambios | 48      | 2           | 46      | 3           | 43      | Sin cambios |
| 63  | Kuwait                          | 46   | 4           | 42   | 1           | 43   | 1           | 42      | 2           | 40      | 1           | 41      | 2           | 39      | 2           | 41      | 8           | 49      | 5           | 44      | 1           |
| 63  | Montenegro                      | 46   | 1           | 45   | 1           | 46   | 1           | 45      | Sin cambios | 45      | Sin cambios | 45      | 1           | 46      | 1           | 45      | 1           | 44      | 2           | 42      | 2           |
| 67  | Bulgaria                        | 45   | 2           | 43   | 1           | 42   | 2           | 44      | 1           | 43      | 1           | 42      | 1           | 43      | 2           | 41      | Sin cambios | 41      | 2           | 43      | 2           |
| 67  | Santo Tomé y Príncipe           | 45   | Sin cambios | 45   | Sin cambios | 45   | 2           | 47      | 1           | 46      | Sin cambios | 46      | Sin cambios | 46      | Sin cambios | 46      | 4           | 42      | Sin cambios | 42      | Sin cambios |
| 69  | Jamaica                         | 44   | Sin cambios | 44   | Sin cambios | 44   | Sin cambios | 44      | 1           | 43      | 1           | 44      | Sin cambios | 44      | 5           | 39      | 2           | 41      | 3           | 38      | Sin cambios |
| 70  | Benín                           | 43   | Sin cambios | 43   | 1           | 42   | 1           | 41      | Sin cambios | 41      | 1           | 40      | 1           | 39      | 3           | 36      | 1           | 37      | 2           | 39      | 3           |
| 70  | Ghana                           | 43   | Sin cambios | 43   | Sin cambios | 43   | Sin cambios | 43      | 2           | 41      | Sin cambios | 41      | 1           | 40      | 3           | 43      | 4           | 47      | 1           | 48      | 2           |
| 70  | Omán                            | 43   | 1           | 44   | 8           | 52   | 2           | 54      | 2           | 52      | Sin cambios | 52      | 8           | 44      | 1           | 45      | Sin cambios | 45      | Sin cambios | 45      | 2           |
| 70  | Senegal                         | 43   | Sin cambios | 43   | Sin cambios | 43   | 2           | 45      | Sin cambios | 45      | Sin cambios | 45      | Sin cambios | 45      | Sin cambios | 45      | 1           | 44      | 1           | 43      | 2           |
| 70  | Islas Salomón                   | 43   | 1           | 42   | 1           | 43   | 1           | 42      | Sin cambios | 42      | 2           | 44      | 5           | 39      | 3           | 42      | No Data     | No Data | No Data     | No Data | No Data     |
| 70  | Timor Oriental                  | 43   | 1           | 42   | 1           | 41   | 1           | 40      | 2           | 38      | 3           | 35      | 3           | 38      | 3           | 35      | 7           | 28      | Sin cambios | 28      | 2           |
| 76  | China                           | 42   | 3           | 45   | Sin cambios | 45   | 3           | 42      | 1           | 41      | 2           | 39      | 2           | 41      | 1           | 40      | 3           | 37      | 1           | 36      | 4           |
| 76  | Cuba                            | 42   | 3           | 45   | 1           | 46   | 1           | 47      | 1           | 48      | 1           | 47      | Sin cambios | 47      | Sin cambios | 47      | Sin cambios | 47      | 1           | 46      | Sin cambios |
| 76  | Baréin                          | 42   | 2           | 44   | 2           | 42   | Sin cambios | 42      | Sin cambios | 42      | 6           | 36      | Sin cambios | 36      | 7           | 43      | 8           | 51      | 2           | 49      | 1           |
| 76  | Hungría                         | 42   | Sin cambios | 42   | 1           | 43   | 1           | 44      | Sin cambios | 44      | 2           | 46      | 1           | 45      | 3           | 48      | 3           | 51      | 3           | 54      | Sin cambios |
| 76  | Macedonia del Norte             | 42   | 2           | 40   | 1           | 39   | 4           | 35      | Sin cambios | 35      | 2           | 37      | 2           | 35      | 2           | 37      | 5           | 42      | 3           | 45      | 1           |
| 76  | Moldavia                        | 42   | 3           | 39   | 3           | 36   | 2           | 34      | 2           | 32      | 1           | 33      | 2           | 31      | 1           | 30      | 3           | 33      | 2           | 35      | Sin cambios |
| 76  | Trinidad y Tobago               | 42   | Sin cambios | 42   | 1           | 41   | 1           | 40      | Sin cambios | 40      | 1           | 41      | Sin cambios | 41      | 6           | 35      | 4           | 39      | 1           | 38      | Sin cambios |
| 83  | Sudáfrica                       | 41   | 2           | 43   | 1           | 44   | Sin cambios | 44      | Sin cambios | 44      | 1           | 43      | Sin cambios | 43      | 2           | 45      | 1           | 44      | Sin cambios | 44      | 2           |
| 83  | Burkina Faso                    | 41   | 1           | 42   | Sin cambios | 42   | 2           | 40      | Sin cambios | 40      | 1           | 41      | 1           | 42      | Sin cambios | 42      | 4           | 38      | Sin cambios | 38      | Sin cambios |
| 83  | Vietnam                         | 41   | 1           | 42   | 3           | 39   | 1           | 36      | 1           | 37      | 4           | 33      | 2           | 35      | 2           | 33      | 2           | 31      | Sin cambios | 31      | Sin cambios |
| 83  | Kosovo                          | 41   | Sin cambios | 41   | 2           | 39   | 3           | 36      | Sin cambios | 36      | 1           | 37      | 2           | 39      | 3           | 36      | 3           | 33      | Sin cambios | 33      | Sin cambios |
| 87  | Colombia                        | 40   | 1           | 39   | Sin cambios | 39   | Sin cambios | 39      | 2           | 37      | 1           | 36      | 1           | 37      | Sin cambios | 37      | Sin cambios | 37      | Sin cambios | 37      | 1           |
| 87  | Costa de Marfil                 | 40   | 3           | 37   | 1           | 36   | Sin cambios | 36      | 1           | 35      | Sin cambios | 35      | 1           | 36      | 2           | 34      | 2           | 32      | Sin cambios | 32      | 5           |
| 87  | Guyana                          | 40   | Sin cambios | 40   | 1           | 39   | 2           | 41      | 1           | 40      | 3           | 37      | 1           | 38      | 4           | 34      | 5           | 29      | 1           | 30      | 3           |
| 87  | Surinam                         | 40   | Sin cambios | 40   | 1           | 39   | 1           | 38      | 6           | 44      | 1           | 43      | 2           | 41      | 4           | 45      | 9           | 36      | Sin cambios | 36      | Sin cambios |
| 87  | Tanzania                        | 40   | 2           | 38   | 1           | 39   | 1           | 38      | 1           | 37      | 1           | 36      | Sin cambios | 36      | 4           | 32      | 2           | 30      | 1           | 31      | 2           |
| 87  | Túnez                           | 40   | Sin cambios | 40   | 4           | 44   | Sin cambios | 44      | 1           | 43      | Sin cambios | 43      | 1           | 42      | 1           | 41      | 3           | 38      | 2           | 40      | 1           |
| 93  | India                           | 39   | 1           | 40   | Sin cambios | 40   | Sin cambios | 40      | 1           | 41      | Sin cambios | 41      | 1           | 40      | Sin cambios | 40      | 2           | 38      | Sin cambios | 38      | 2           |
| 93  | Kazajistán                      | 39   | 3           | 36   | 1           | 37   | 1           | 38      | 4           | 34      | 3           | 31      | Sin cambios | 31      | 2           | 29      | 1           | 28      | 1           | 29      | 3           |
| 93  | Maldivas                        | 39   | 1           | 40   | Sin cambios | 40   | 3           | 43      | 14          | 29      | 2           | 31      | 2           | 33      | 3           | 36      | No Data     | No Data | No Data     | No Data | No Data     |
| 93  | Lesoto                          | 39   | 2           | 37   | 1           | 38   | 3           | 41      | 1           | 40      | 1           | 41      | 1           | 42      | 3           | 39      | 5           | 44      | 5           | 49      | Sin cambios |
| 97  | Marruecos                       | 38   | Sin cambios | 38   | 1           | 39   | 1           | 40      | 1           | 41      | 2           | 43      | 3           | 40      | 3           | 37      | 1           | 36      | 3           | 39      | 2           |
| 98  | Albania                         | 37   | 1           | 36   | 1           | 35   | 1           | 36      | 1           | 35      | 1           | 36      | 2           | 38      | 1           | 39      | 3           | 36      | 3           | 33      | 2           |
| 98  | Bielorrusia                     | 37   | 2           | 39   | 2           | 41   | 6           | 47      | 2           | 45      | 1           | 44      | Sin cambios | 44      | 4           | 40      | 8           | 32      | 1           | 31      | 2           |
| 98  | Argentina                       | 37   | 1           | 38   | Sin cambios | 38   | 4           | 42      | 3           | 45      | 5           | 40      | 1           | 39      | 3           | 36      | 4           | 32      | 2           | 34      | Sin cambios |
| 98  | Etiopía                         | 37   | 1           | 38   | 1           | 39   | 1           | 38      | 1           | 37      | 3           | 34      | 1           | 35      | 1           | 34      | 1           | 33      | Sin cambios | 33      | Sin cambios |
| 98  | Gambia                          | 37   | 3           | 34   | 3           | 37   | Sin cambios | 37      | Sin cambios | 37      | Sin cambios | 37      | 7           | 30      | 4           | 26      | 2           | 28      | 1           | 29      | 1           |
| 98  | Zambia                          | 37   | 4           | 33   | Sin cambios | 33   | Sin cambios | 33      | 1           | 34      | 1           | 35      | 2           | 37      | 1           | 38      | Sin cambios | 38      | Sin cambios | 38      | Sin cambios |
| 104 | Brasil                          | 36   | 2           | 38   | Sin cambios | 38   | Sin cambios | 38      | 3           | 35      | Sin cambios | 35      | 2           | 37      | 3           | 40      | 2           | 38      | 5           | 43      | 1           |
| 104 | Argelia                         | 36   | 3           | 33   | Sin cambios | 33   | 3           | 36      | 1           | 35      | Sin cambios | 35      | 2           | 33      | 1           | 34      | 2           | 36      | Sin cambios | 36      | Sin cambios |
| 104 | Serbia                          | 36   | Sin cambios | 36   | 2           | 38   | Sin cambios | 38      | 1           | 39      | Sin cambios | 39      | 2           | 41      | 1           | 42      | 2           | 40      | 1           | 41      | 1           |
| 104 | Ucrania                         | 36   | 3           | 33   | 1           | 32   | 1           | 33      | 3           | 30      | 2           | 32      | 2           | 30      | 1           | 29      | 2           | 27      | 1           | 26      | 1           |
| 108 | Panamá                          | 35   | 1           | 36   | Sin cambios | 36   | 1           | 35      | 1           | 36      | 1           | 37      | Sin cambios | 37      | 1           | 38      | 1           | 39      | 2           | 37      | 2           |
| 108 | Tailandia                       | 35   | 1           | 36   | 1           | 35   | 1           | 36      | Sin cambios | 36      | Sin cambios | 36      | 1           | 37      | 2           | 35      | 3           | 38      | Sin cambios | 38      | 3           |
| 108 | Sierra Leona                    | 35   | 1           | 34   | Sin cambios | 34   | 1           | 33      | Sin cambios | 33      | 3           | 30      | Sin cambios | 30      | Sin cambios | 30      | 1           | 29      | 2           | 31      | 1           |
| 108 | Egipto                          | 35   | 5           | 30   | 3           | 33   | Sin cambios | 33      | 2           | 35      | Sin cambios | 35      | 3           | 32      | 2           | 34      | 2           | 36      | 1           | 37      | 5           |
| 108 | República Dominicana            | 35   | 3           | 32   | 2           | 30   | 2           | 28      | Sin cambios | 28      | 2           | 30      | 1           | 29      | 2           | 31      | 2           | 33      | 1           | 32      | 3           |
| 108 | Bosnia y Herzegovina            | 35   | 1           | 34   | 1           | 35   | Sin cambios | 35      | 1           | 36      | 2           | 38      | Sin cambios | 38      | 1           | 39      | 1           | 38      | 1           | 39      | 3           |
| 108 | Nepal                           | 34   | Sin cambios | 34   | 1           | 33   | Sin cambios | 33      | 1           | 34      | 3           | 31      | Sin cambios | 31      | 2           | 29      | 2           | 27      | 2           | 29      | 2           |
| 115 | Ecuador                         | 34   | 2           | 36   | Sin cambios | 36   | 3           | 39      | 1           | 38      | 4           | 34      | 2           | 32      | 1           | 31      | 1           | 32      | 1           | 33      | 2           |
| 115 | Indonesia                       | 34   | Sin cambios | 34   | 4           | 38   | 1           | 37      | 3           | 40      | 2           | 38      | 1           | 37      | Sin cambios | 37      | 1           | 36      | 2           | 34      | 2           |
| 115 | Malaui                          | 34   | Sin cambios | 34   | 1           | 35   | 5           | 30      | 1           | 31      | 1           | 32      | 1           | 31      | Sin cambios | 31      | Sin cambios | 31      | 2           | 33      | 4           |
| 115 | Turquía                         | 34   | 2           | 36   | 2           | 38   | 2           | 40      | 1           | 39      | 2           | 41      | 1           | 40      | 1           | 41      | 1           | 42      | 3           | 45      | 5           |
| 115 | Filipinas                       | 34   | 1           | 33   | Sin cambios | 33   | 1           | 34      | Sin cambios | 34      | 2           | 36      | 2           | 34      | 1           | 35      | Sin cambios | 35      | 3           | 38      | 2           |
| 115 | Sri Lanka                       | 34   | 1           | 36   | 1           | 37   | 1           | 38      | Sin cambios | 38      | Sin cambios | 38      | Sin cambios | 38      | 2           | 36      | 1           | 37      | 1           | 38      | 1           |
| 121 | Angola                          | 33   | Sin cambios | 33   | 4           | 29   | 2           | 27      | 1           | 26      | 7           | 19      | Sin cambios | 19      | 1           | 18      | 3           | 15      | 4           | 19      | 4           |
| 121 | Mongolia                        | 33   | Sin cambios | 33   | 2           | 35   | Sin cambios | 35      | Sin cambios | 35      | 2           | 37      | 1           | 36      | 2           | 38      | 1           | 39      | Sin cambios | 39      | 1           |
| 121 | Perú                            | 33   | 3           | 36   | Sin cambios | 36   | 2           | 38      | 2           | 36      | 1           | 35      | 2           | 37      | 2           | 35      | 1           | 36      | 2           | 38      | Sin cambios |
| 121 | Uzbekistán                      | 33   | 2           | 31   | 3           | 28   | 2           | 26      | 1           | 25      | 2           | 23      | 1           | 22      | 1           | 21      | 2           | 19      | 1           | 18      | 1           |
| 123 | Níger                           | 32   | Sin cambios | 32   | 1           | 31   | 1           | 32      | Sin cambios | 32      | 2           | 34      | 1           | 33      | 2           | 35      | 1           | 34      | 1           | 35      | 1           |
| 126 | El Salvador                     | 31   | 2           | 33   | 1           | 34   | 2           | 36      | 2           | 34      | 1           | 35      | 2           | 33      | 3           | 36      | 3           | 39      | Sin cambios | 39      | 1           |
| 126 | Kenia                           | 31   | 1           | 32   | 2           | 30   | 1           | 31      | 3           | 28      | 1           | 27      | 1           | 28      | 2           | 26      | 1           | 25      | Sin cambios | 25      | 2           |
| 126 | México                          | 31   | Sin cambios | 31   | Sin cambios | 31   | Sin cambios | 31      | 2           | 29      | 1           | 28      | 1           | 29      | 1           | 30      | 5           | 35      | Sin cambios | 35      | 1           |
| 126 | Togo                            | 31   | 1           | 30   | Sin cambios | 30   | 1           | 29      | Sin cambios | 29      | 1           | 30      | 2           | 32      | Sin cambios | 32      | Sin cambios | 32      | 3           | 29      | Sin cambios |
| 130 | Yibuti                          | 30   | Sin cambios | 30   | Sin cambios | 30   | 3           | 27      | 3           | 30      | 1           | 31      | Sin cambios | 31      | 1           | 30      | 4           | 34      | Sin cambios | 34      | 2           |
| 130 | Mauritania                      | 30   | Sin cambios | 30   | 2           | 28   | 1           | 29      | 1           | 28      | 1           | 27      | 1           | 28      | 1           | 27      | 4           | 31      | 1           | 30      | Sin cambios |
| 130 | Suazilandia                     | 30   | Sin cambios | 30   | 2           | 32   | 1           | 33      | 1           | 34      | 4           | 38      | 1           | 39      | 4           |         | Sin cambios |         | Sin cambios | 43      | 4           |
| 133 | Papúa Nueva Guinea              | 29   | 1           | 30   | 1           | 31   | 4           | 27      | 1           | 28      | Sin cambios | 28      | 1           | 29      | 1           | 28      | 3           | 25      | Sin cambios | 25      | Sin cambios |
| 133 | Pakistán                        | 29   | 2           | 27   | 1           | 28   | 3           | 31      | 1           | 32      | 1           | 33      | 1           | 32      | Sin cambios | 32      | 2           | 30      | 1           | 29      | 1           |
| 133 | Bolivia                         | 29   | 2           | 31   | 1           | 30   | 1           | 31      | Sin cambios | 31      | 2           | 29      | 4           | 33      | Sin cambios | 33      | 1           | 34      | 1           | 35      | 1           |
| 136 | Laos                            | 28   | 3           | 31   | 1           | 30   | 1           | 29      | Sin cambios | 29      | Sin cambios | 29      | Sin cambios | 29      | 1           | 30      | 5           | 25      | Sin cambios | 25      | 1           |
| 136 | Gabón                           | 28   | 1           | 29   | 2           | 31   | 1           | 30      | 1           | 31      | Sin cambios | 31      | 1           | 32      | 3           | 35      | 1           | 34      | 3           | 37      | 3           |
| 136 | Paraguay                        | 28   | Sin cambios | 28   | 2           | 30   | 2           | 28      | Sin cambios | 28      | 1           | 29      | Sin cambios | 29      | 1           | 30      | 3           | 27      | 3           | 24      | Sin cambios |
| 136 | Mali                            | 28   | Sin cambios | 28   | 1           | 29   | 1           | 30      | 1           | 29      | 3           | 32      | 1           | 31      | 1           | 32      | 3           | 35      | 3           | 32      | 4           |
| 140 | Camerún                         | 27   | 1           | 26   | 1           | 27   | 2           | 25      | Sin cambios | 25      | Sin cambios | 25      | Sin cambios | 25      | 1           | 26      | 1           | 27      | Sin cambios | 27      | 2           |
| 141 | Guinea                          | 26   | 1           | 25   | Sin cambios | 25   | 3           | 28      | 1           | 29      | 1           | 28      | 1           | 27      | Sin cambios | 27      | 2           | 25      | Sin cambios | 25      | 1           |
| 141 | Rusia                           | 26   | 2           | 28   | 1           | 29   | 1           | 30      | 2           | 28      | Sin cambios | 28      | 1           | 29      | Sin cambios | 29      | Sin cambios | 29      | 2           | 27      | 1           |
| 141 | Uganda                          | 26   | Sin cambios | 26   | 1           | 27   | Sin cambios | 27      | 1           | 28      | 2           | 26      | Sin cambios | 26      | 1           | 25      | Sin cambios | 25      | 1           | 26      | Sin cambios |
| 141 | Kirguistán                      | 26   | 1           | 27   | Sin cambios | 27   | 4           | 31      | 1           | 30      | 1           | 29      | Sin cambios | 29      | 1           | 28      | Sin cambios | 28      | 1           | 27      | 3           |
| 145 | Liberia                         | 25   | 1           | 26   | 3           | 29   | 1           | 28      | Sin cambios | 28      | 4           | 32      | 1           | 31      | 6           | 37      | Sin cambios | 37      | Sin cambios | 37      | 1           |
| 145 | Mozambique                      | 25   | 1           | 26   | Sin cambios | 26   | 1           | 25      | 1           | 26      | 3           | 23      | 2           | 25      | 2           | 27      | 4           | 31      | Sin cambios | 31      | 1           |
| 145 | Madagascar                      | 25   | 1           | 26   | Sin cambios | 26   | 1           | 25      | 1           | 24      | 1           | 25      | 1           | 24      | 2           | 26      | 2           | 28      | Sin cambios | 28      | Sin cambios |
| 145 | Nigeria                         | 25   | 1           | 24   | Sin cambios | 24   | 1           | 25      | 1           | 26      | 1           | 27      | Sin cambios | 27      | 1           | 28      | 2           | 26      | 1           | 27      | 2           |
| 149 | Irán                            | 24   | 1           | 25   | Sin cambios | 25   | Sin cambios | 25      | 1           | 26      | 2           | 28      | 2           | 30      | 1           | 29      | 2           | 27      | Sin cambios | 27      | 2           |
| 149 | Bangladés                       | 24   | 1           | 25   | 1           | 26   | Sin cambios | 26      | Sin cambios | 26      | Sin cambios | 26      | 2           | 28      | 2           | 26      | 1           | 25      | Sin cambios | 25      | 2           |
| 149 | República Centroafricana        | 24   | Sin cambios | 24   | Sin cambios | 24   | 2           | 26      | 1           | 25      | 1           | 26      | 3           | 23      | 3           | 20      | 4           | 24      | Sin cambios | 24      | 1           |
| 149 | Líbano                          | 24   | Sin cambios | 24   | Sin cambios | 24   | 1           | 25      | 3           | 28      | Sin cambios | 28      | Sin cambios | 28      | Sin cambios | 28      | Sin cambios | 28      | 1           | 27      | 1           |
| 149 | Zimbabue                        | 24   | 1           | 23   | Sin cambios | 23   | 1           | 24      | Sin cambios | 24      | 2           | 22      | Sin cambios | 22      | Sin cambios | 22      | 1           | 21      | Sin cambios | 21      | Sin cambios |
| 154 | Guatemala                       | 23   | 1           | 24   | 1           | 25   | Sin cambios | 25      | 1           | 26      | 1           | 27      | 1           | 28      | Sin cambios | 28      | Sin cambios | 28      | 4           | 32      | 3           |
| 154 | Azerbaiyán                      | 23   | Sin cambios | 23   | 7           | 30   | Sin cambios | 30      | Sin cambios | 30      | 5           | 25      | 6           | 31      | 1           | 30      | 1           | 29      | Sin cambios | 29      | 1           |
| 154 | Honduras                        | 23   | Sin cambios | 23   | Sin cambios | 23   | 1           | 24      | 2           | 26      | 3           | 29      | Sin cambios | 29      | 1           | 30      | 1           | 31      | 2           | 29      | 3           |
| 154 | Irak                            | 23   | Sin cambios | 23   | Sin cambios | 23   | 2           | 21      | 1           | 20      | 2           | 18      | Sin cambios | 18      | 1           | 17      | 1           | 16      | Sin cambios | 16      | Sin cambios |
| 158 | Camboya                         | 22   | 2           | 24   | 1           | 23   | 2           | 21      | 1           | 20      | Sin cambios | 20      | 1           | 21      | Sin cambios | 21      | Sin cambios | 21      | Sin cambios | 21      | 1           |
| 158 | República del Congo             | 22   | 1           | 21   | Sin cambios | 21   | 2           | 19      | Sin cambios | 19      | Sin cambios | 19      | 2           | 21      | 1           | 20      | 3           | 23      | Sin cambios | 23      | 1           |
| 158 | Guinea-Bisáu                    | 22   | Sin cambios | 21   | Sin cambios | 21   | 2           | 19      | 1           | 18      | 9           | 28      | 1           | 27      | 11          | 16      | 1           | 17      | 2           | 19      | Sin cambios |
| 161 | Eritrea                         | 21   | 1           | 22   | Sin cambios | 22   | 1           | 21      | 2           | 23      | 1           | 24      | 4           | 20      | 2           | 18      | Sin cambios | 18      | Sin cambios | 18      | 2           |
| 162 | Tayikistán                      | 20   | 4           | 24   | 1           | 25   | Sin cambios | 25      | Sin cambios | 25      | Sin cambios | 25      | 4           | 21      | 4           | 25      | 1           | 26      | 3           | 23      | 1           |
| 162 | Afganistán                      | 20   | 4           | 24   | 8           | 16   | 3           | 19      | 3           | 16      | Sin cambios | 16      | 1           | 15      | Sin cambios | 15      | 4           | 11      | 1           | 12      | 4           |
| 162 | Birmania                        | 20   | 3           | 23   | 5           | 28   | Sin cambios | 28      | 1           | 29      | Sin cambios | 29      | 1           | 30      | 2           | 28      | 6           | 22      | 1           | 21      | Sin cambios |
| 162 | Sudán                           | 20   | 2           | 22   | 2           | 20   | 4           | 16      | Sin cambios | 16      | Sin cambios | 16      | Sin cambios | 16      | 2           | 14      | 2           | 12      | 1           | 11      | Sin cambios |
| 162 | República Democrática del Congo | 20   | Sin cambios | 20   | 1           | 21   | 3           | 18      | Sin cambios | 18      | 1           | 19      | 2           | 21      | Sin cambios | 21      | 1           | 22      | Sin cambios | 22      | Sin cambios |
| 162 | Chad                            | 20   | 1           | 19   | 1           | 20   | 1           | 21      | 1           | 20      | 1           | 19      | 1           | 20      | Sin cambios | 20      | 2           | 22      | Sin cambios | 22      | 3           |
| 162 | Comoras                         | 20   | 1           | 19   | 1           | 20   | 1           | 21      | 4           | 25      | 2           | 27      | Sin cambios | 27      | 3           | 24      | 2           | 26      | Sin cambios | 26      | 2           |
| 162 | Burundi                         | 20   | 3           | 17   | 2           | 19   | Sin cambios | 19      | Sin cambios | 19      | 2           | 17      | 5           | 22      | 2           | 20      | 1           | 21      | 1           | 20      | 1           |
| 170 | Libia                           | 18   | 1           | 17   | Sin cambios | 17   | Sin cambios | 17      | 1           | 18      | 1           | 17      | Sin cambios | 17      | 3           | 14      | 2           | 16      | 2           | 18      | 3           |
| 170 | Turkmenistán                    | 18   | 1           | 19   | Sin cambios | 19   | Sin cambios | 19      | Sin cambios | 19      | 1           | 20      | 1           | 19      | 3           | 22      | 4           | 18      | 1           | 17      | Sin cambios |
| 172 | Haití                           | 17   | Sin cambios | 17   | 3           | 20   | 2           | 18      | Sin cambios | 18      | 2           | 20      | 2           | 22      | 2           | 20      | 3           | 17      | 2           | 19      | Sin cambios |
| 172 | Guinea Ecuatorial               | 17   | Sin cambios | 17   | Sin cambios | 17   | 1           | 16      | Sin cambios | 16      | Sin cambios | 16      | 1           | 17      | 2           |         | Sin cambios |         | Sin cambios |         | Sin cambios |
| 172 | Corea del Norte                 | 17   | Sin cambios | 17   | 1           | 16   | 2           | 18      | 1           | 17      | 3           | 14      | 3           | 17      | 9           | 8       | Sin cambios | 8       | Sin cambios | 8       | Sin cambios |
| 172 | Nicaragua                       | 17   | 2           | 19   | 1           | 20   | 2           | 22      | Sin cambios | 22      | 3           | 25      | 1           | 26      | Sin cambios | 26      | 1           | 27      | 1           | 28      | Sin cambios |
| 176 | Yemen                           | 16   | Sin cambios | 16   | Sin cambios | 16   | 1           | 15      | Sin cambios | 15      | 1           | 14      | 2           | 16      | 2           | 14      | 4           | 18      | 1           | 19      | 1           |
| 177 | Siria                           | 13   | Sin cambios | 13   | Sin cambios | 13   | 1           | 14      | 1           | 13      | Sin cambios | 13      | 1           | 14      | 1           | 13      | 5           | 18      | 2           | 20      | 3           |
| 177 | Sudán del Sur                   | 13   | Sin cambios | 13   | 2           | 11   | 1           | 12      | Sin cambios | 12      | 1           | 13      | 1           | 12      | 1           | 11      | 4           | 15      | Sin cambios | 15      | 1           |
| 177 | Venezuela                       | 13   | 1           | 14   | Sin cambios | 14   | 1           | 15      | 1           | 16      | 2           | 18      | Sin cambios | 18      | 1           | 17      | Sin cambios | 17      | 2           | 19      | 1           |
| 180 | Somalia                         | 11   | 1           | 12   | 1           | 13   | 1           | 12      | 3           | 9       | 1           | 10      | 1           | 9       | 1           | 10      | 2           | 8       | Sin cambios | 8       | Sin cambios |